# Moss Lufthavn, Rygge
Moss Lufthavn, Rygge (IATA: RYG, ICAO: ENRY) er en international lufthavn i Rygge, Norge, som åbnede d. 8. oktober 2007.  Lufthavnen er påtænkt at fungere som regional lufthavn for Østfold, samt beregnet til lavprisselskabers betjening af Oslo. Lufthavnen ligger 10 km. udenfor Moss og 60 km. udenfor Oslo, og er ejet og drevet af Rygge Sivile Lufthavn AS.